# Heinz-Peter Fichter
Heinz-Peter Fichter (* 27. April 1947 in Kamen) ist der Gründer der Heinz-Peter Fichter e.K., eines deutschen Apothekenunternehmens. Als eingetragener Kaufmann betreibt er eine Apotheke in Bad Rothenfelde am Teutoburger Wald. Er betrieb bis 2020 einen Pharmaziehandel mit dem Online-Portal Apotal.de.

## Unternehmensgeschichte
Am 9. November 1980 eröffnete Heinz-Peter Fichter die „Bad Apotheke“ in Bad Rothenfelde. Danach suchte er nach neuen Vertriebswegen für seine Produkte. Anfang der 1990er-Jahre gründete er sein erstes Versandhaus für Diabetikerbedarf, zu dem zwei weitere hinzukamen. Der Versand von Medikamenten war zu dieser Zeit in Deutschland nicht erlaubt. Damals gehörte Heinz-Peter Fichter zusammen mit seinem Kollegen Johannes Mönter (1947–2012) aus Bad Laer, dem Gründer von Sanicare, zu den Protagonisten, die den Versandhandel von Arzneimitteln auch in Deutschland legalisieren lassen wollten. Am 1. Januar 2004 wurden in Deutschland Versandapotheken erlaubt. Seitdem hat apotal Anteil am Wachstum des Versandapothekenmarktes in Deutschland.
Zur Firmengruppe gehörten neben der Offizin- und Versandapotheke noch drei Versandhäuser für Diabetikerbedarf, ein Fertigungsbetrieb für medizinische Gelprodukte, eine Werbeagentur, eine Firma für Datentechnik und ein Groß- und Einzelhandelsunternehmen.
Die Verwaltung und das Logistikzentrum befinden sich in Hilter am Teutoburger Wald. Die Firmengruppe erwirtschaftete im Jahr 2017 einen Umsatz von 170 Millionen Euro. Die über 3 Millionen Kunden bestellten zu 89 % über das Internet. Fichter ist Mitglied im BVDVA.

## Verkauf an DocMorris AG
Im Jahr 2020 kaufte das Arzneimittelvertriebsunternehmen Zur Rose AG (heute DocMorris AG) die Firma von Heinz-Peter Fichtner, der im Zuge der Transaktion Aktionär von Zur Rose wurde. Fichter blieb erst einmal als Berater an Bord. Sein Sohn Henning wurde Geschäftsführer des Diabetes-Bereichs. Fichtner erwirtschaftete 2019 einen Umsatz von 157 Millionen Euro und hatte 1,1 Millionen Kunden.
Nach dem Verkauf des Versandunternehmens betreibt Fichtner weiterhin die „Bad Apotheke“ in Bad Rothenfelde und die Versandapotheke „apondo.de“. Die Apotheke hat 15–49 Mitarbeiter bei einem Umsatz von bis zu 10 Millionen Euro. Im Jahr 2025 ist Henning Fichter e.K Betreiber der Bad-Apotheke.